# Теорема Харди — Литтлвуда
Теорема Харди—Литтлвуда — теорема о свойствах степенных рядов вблизи границы круга сходимости. Доказана Харди и Литтлвудом в 1914 году. 

## Формулировка
Пусть {\displaystyle a_{n}\geqslant 0} для всех {\displaystyle n}. Если при {\displaystyle x\rightarrow 1}
{\displaystyle f(x)=\sum _{n=0}^{\infty }a_{n}x^{n}\sim {\frac {1}{1-x}},}
то при {\displaystyle n\rightarrow \infty }
{\displaystyle s_{n}=\sum _{\mu =0}^{n}a_{\mu }\sim n.}
Здесь {\displaystyle \sim } обозначает асимптотическое равенство.